# Paranesidea cancunensis
Paranesidea cancunensis is een mosselkreeftjessoort uit de familie van de Bairdiidae. De wetenschappelijke naam van de soort is voor het eerst geldig gepubliceerd in 1994 door Krutak.